# Guthikatte, Hosadurga
Guthikatte là một làng thuộc tehsil Hosadurga, huyện Chitradurga, bang Karnataka, Ấn Độ.